# Lunacy
Lunacy ist eine schweizerische Crossover-Band aus Wettswil am Albis, die im Jahr 1988 gegründet wurde.

## Geschichte
Die Band wurde im Jahr 1988 von den Brüdern René (E-Gitarre) und Dirk (E-Bass) Schmidt gegründet. Nachdem ein passender Sänger und ein Schlagzeuger gefunden worden waren, folgten ein Jahr später die ersten Auftritte sowie ein erstes Demo. Lunacy spielte dabei als Vorgruppe für Bands wie Coroner und Sodom. Drei Jahre später kam ein neuer Sänger zur Besetzung und es folgten Auftritte in der Schweiz, in Deutschland, Österreich und Ungarn. Daraufhin begab sich die Band ins Studio, um ein Demo aufzunehmen. Es folgten zuvor bereits die EP Sickness beim Witchhunt-Sublabel Suffering Records, was einem dort angestellten Bekannten zu verdanken war, und das Album Face No More (1991) beim noch kleineren Label Magic Records. Die Band bestand hierauf aus dem Sänger Roger „Nasty“ Gautschi, dem Gitarristen René, dem Bassisten Dirk und dem Schlagzeuger Yvan. Danach erschienen das Album Believe? (1993) und die EP Grey Silence (1997). In der Zwischenzeit war ein zweiter Gitarrist avisiert worden, der zunächst Oli Ender (später PX-Pain) sein sollte. Letztlich wurde es der Progressive-Metal-Erfahrung einbringende Chris Dorner. In der Folgezeit trennten sich der zweite Gitarrist und der Schlagzeuger aufgrund musikalischer Differenzen von der Band. Daraufhin kam Keyboarder Tom, der schon auf dem Album Believe? zu hören war. Kurz darauf kam auch ein Schlagzeuger Nick als neues Mitglied zur Band. Nach einem halben Jahr hatte die Band vier Lieder entwickelt. Die Band begab sich daraufhin im Juni 1999 in das Woodhouse Studio in Hagen, in dem die Band die EP Fairytales of a New Breed aufnahm. Die Auflage des Tonträgers war auf 1000 Stück begrenzt. Etwas später wurden jedoch noch weitere nachgepresst. Ein Lied hiervon war zudem auf dem Rock-Hard-Sampler Unerhört Vol. 6 zu hören. Etwas später verließ Sänger Roger „Nasty“ Gautschi die Band und wurde im Sommer 2000 durch Bozsek ersetzt. Anschließend begab sich die Gruppe in das Studio einer befreundeten Band um ein neues Demo einzuspielen. Es folgten Auftritte im In- und Ausland, ehe Schlagzeuger Nick die Band verließ und durch Roland Ribi ersetzt wurde.

## Stil
Laut Bassist Dirk habe die Band noch anfangs Rock gespielt, dies habe sich jedoch geändert, nachdem Sänger Nasty, zuvor bei der Hardcore-Punk-Band Exxor tätig, zur Band gekommen war. Laut Martin Groß vom Metal Hammer „widmen [sie] sich vornehmlich dem Hardcore und Crossover, dem eine gehörige Thrash-Linie aber gut anzumerken ist“.
Laut Groß sei Sickness für Menschen, die „Thrash-beeinflußten Hardcore- oder Crossover-Klängen zugetan sind“. Sprechgesang sei auf dem Album ebenfalls so charakteristisch wie Tempowechsel. Uwe Schnädelbach vom Metal Hammer meinte, die Band spiele auf Face No More „durchaus eigenständigen Thrash mit Hardcore- und Punkelementen“. Und: „Textlich setzen die vier Eidgenossen auf eine gesunde Mischung aus ernsten, kritischen und spaßigen Lyrics“. Laut Oliver Recker vom Metal Hammer bewege sich die Band auf Believe? „in älteren Thrash-Umlaufbahnen (Sternzeit 1987 plus)“ und „beamt sich einige schräge Gitarrenläufe und Hardcore-Parts an Bord“.

## Diskografie
- 1988: Lunacy Demo (Demo, Eigenveröffentlichung)
- 1989: Landscape of Insanity (Demo, Eigenveröffentlichung)
- 1990: Sickness (EP, Suffering Records)
- 1991: Face No More (Album, Magic Records)
- 1992: Lunacy Promo (Demo, Eigenveröffentlichung)
- 1993: Believe? (Album, Suffering Records)
- 1997: Grey Silence (EP, Suffering Records / SPV)
- 2000: Fairytales of a New Breed (EP, Eigenveröffentlichung)
- 2001: Lunacy Promo (Demo, Eigenveröffentlichung)
- 2004: N.I.N.E. (Album, Eigenveröffentlichung)